# Sediul Oficiului minelor, azi Primăria Baia Sprie
Sediul Oficiului minelor, azi Primăria Baia Sprie este un monument istoric aflat pe teritoriul orașului Baia Sprie.